# Rwanda Cultural Heritage Academy
Die Rwanda Cultural Heritage Academy (RCHA) ist eine Behörde Ruandas. Sie wurde durch die Präsidialverordnung Nr. 082/01 vom 28. August 2020 als Zusammenführung dreier Institutionen gegründet: der Rwanda Academy of Language and Culture, des Institute of National Museums of Rwanda (INMR) und den Rwanda Archives and Library Services.
Generaldirektor ist seit 11. November 2020 Robert Masozera. Der Hauptsitz der Behörde liegt im Distrikt Huye in der Südprovinz Ruandas.

## Aufgaben
Aufgabe der Rwanda Cultural Heritage Academy ist der Schutz und die Förderung der Kultur und Sprache Ruandas (Kinyarwanda). Dazu werden Objekte des nationalen Kultur- und Naturerbes und der ruandischen Geschichte gesammelt, bewahrt und öffentlich ausgestellt sowie kulturelle Aktivitäten gefördert und Museen, Archive, Bibliotheken und historische Stätten beaufsichtigt.

## Kooperationen (Auswahl)
Die ruandische University of Global Health Equity (UGHE) ging am 12. September 2021 eine Kooperation mit der RCHA in den Bereichen Forschung, Bildung und öffentliches Engagement ein.
Am 26. Januar 2024 unterzeichnete die RCHA zudem im Kandt-Haus-Museum ein Memorandum of Understanding (MoU) mit der nach dem ruandischen Musiker Yvan Buravan (bürgerlich Yvan Burabyo) benannten YB Foundation zur Förderung der ruandischen Kultur und Sprache.